# Estadio Olímpico de Bakú
El estadio Olímpico de Bakú (en azerí: Bakı Olimpiya Stadionu) es un estadio multiusos situado en la ciudad de Bakú, capital de Azerbaiyán. Se inauguró en 2015 y es el estadio de la selección de fútbol de Azerbaiyán. La capacidad del estadio es de 68 mil espectadores, lo que lo convierte en el estadio de mayor capacidad del país.

## Construcción

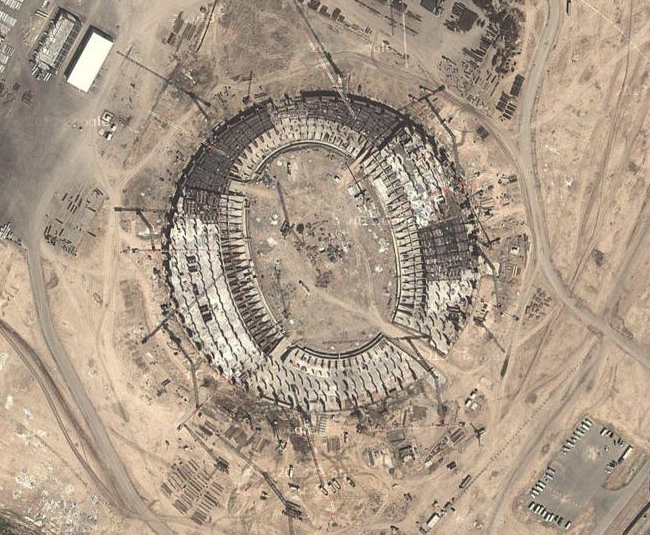
Imagen aérea del estadio.

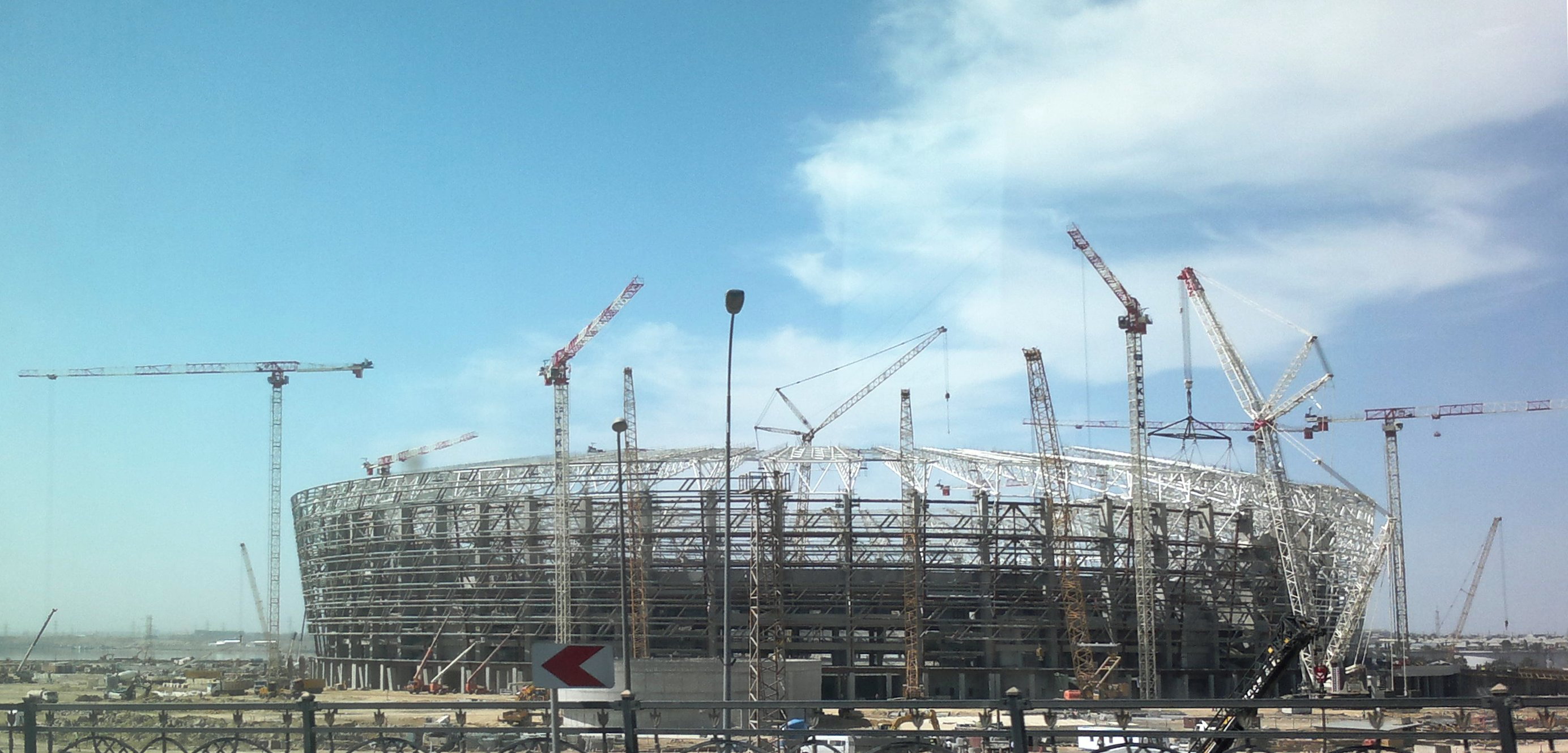
La construcción del estadio

En 2008 comenzó la etapa preliminar de ingeniería del estadio. Entre muchas versiones fue elegido el proyecto de compañía turca TOCA. Las organizaciones constructoras de la Compañía Estatal Petrolera de la República de Azerbaiyán realizaron la preparación del territorio para la construcción.
La construcción del estadio comenzó el día 6 de junio de 2011 y a la ceremonia de inicio de obras asistieron el presidente de Azerbaiyán Ilham Aliyev, y los presidentes de la FIFA y de la UEFA, Sepp Blatter y Michel Platini, respectivamente.
En el noviembre de 2012 se inició la construcción plena del estadio. El 28 de febrero de 2014 el presidente en persona examinó la marcha de la construcción del estadio olímpico.
La construcción se terminó en febrero de 2015 y el 6 de junio de 2015 se celebró la ceremonia de la apertura.
El estadio cumple con las máximas regulaciones técnicas en estadios de la UEFA, con lo que está habilitado para la realización de eventos de primera línea.

## Eventos
El estadio acogió en junio de 2015 los primeros Juegos Europeos. Igualmente, albergó la ceremonia de inauguración y las pruebas de atletismo.
También en 2012 albergó las ceremonia de apertura y clausura de los Juegos Islámicos.
El 19 de septiembre de 2014, en Ginebra, Suiza, fue seleccionada como una de las 13 sedes de la Eurocopa 2020. Acogerá tres partidos de fase de grupos y un encuentro de cuartos de final.

### Eurocopa 2020
- El Estadio Olímpico de Bakú albergó cuatro partidos de la Eurocopa 2020.

| Fecha               | Selección #1    | Resultado | Selección #2 | Ronda                 | Espectadores |
| ------------------- | --------------- | --------- | ------------ | --------------------- | ------------ |
| 12 de junio de 2021 | Gales           | 1–1       | Suiza        | Primera fase, Grupo A | 8 782        |
| 16 de junio de 2021 | Turquía         | 0–2       | Gales        | Primera fase, Grupo A | 19 762       |
| 20 de junio de 2021 | Suiza           | 3–1       | Turquía      | Primera fase, Grupo A | 17 138       |
| 3 de julio de 2021  | República Checa | 1–2       | Dinamarca    | Cuartos de final      | 16 306       |

## Lago Boyuk-Shor
El Estadio Olímpico está situado al lado del lago Boyuk-Shor, considerado como uno de los lagos más contaminados del mundo. En el marco del Plan de Mejoramiento de las Condiciones de Higiene Ambiental, nueve lagos de la Península de Absheron para 2014 – 2016 han sido intervenidos, incluyendo el lago Boyuk-Shor.
La primera etapa del proyecto de la recuperación ecológica del lago fue realizado entre 2014 – 2015. Fueron recuperadas casi 300 hectáreas.
La segunda etapa de la recuperación se inició en 2015 y terminó en 2020.

## Galería

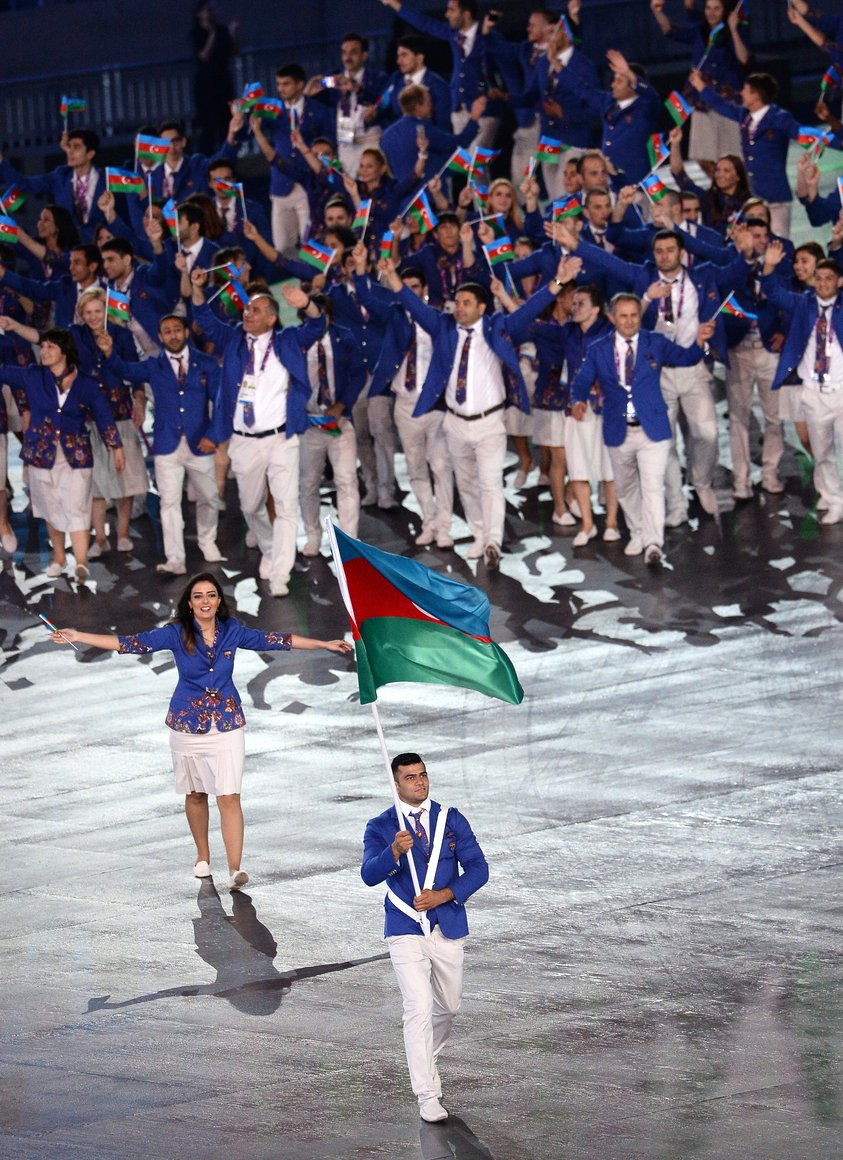
Ceremonia de apertura de los primeros Juegos Europeos
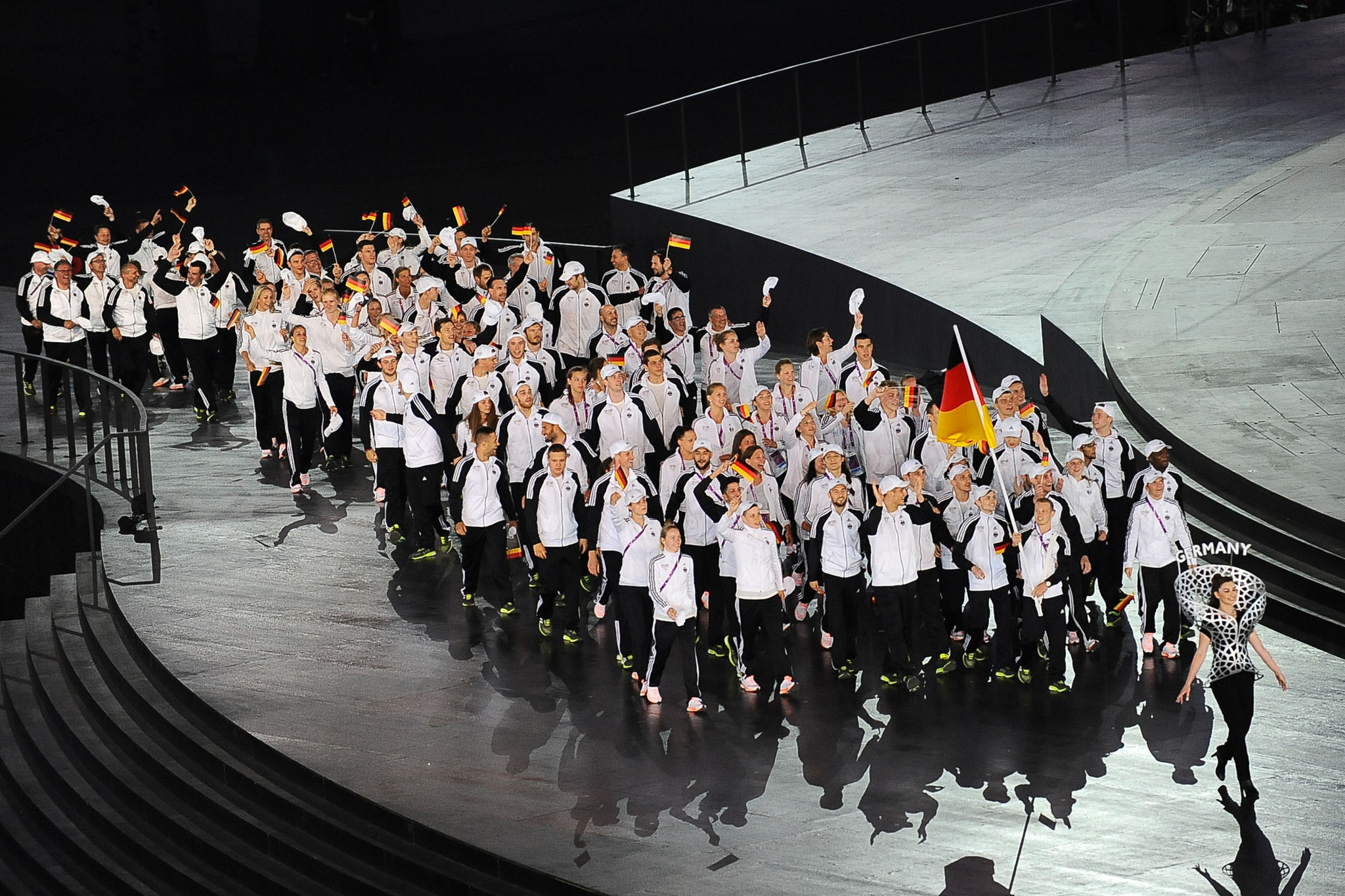
Ceremonia de apertura de los primeros Juegos Europeos
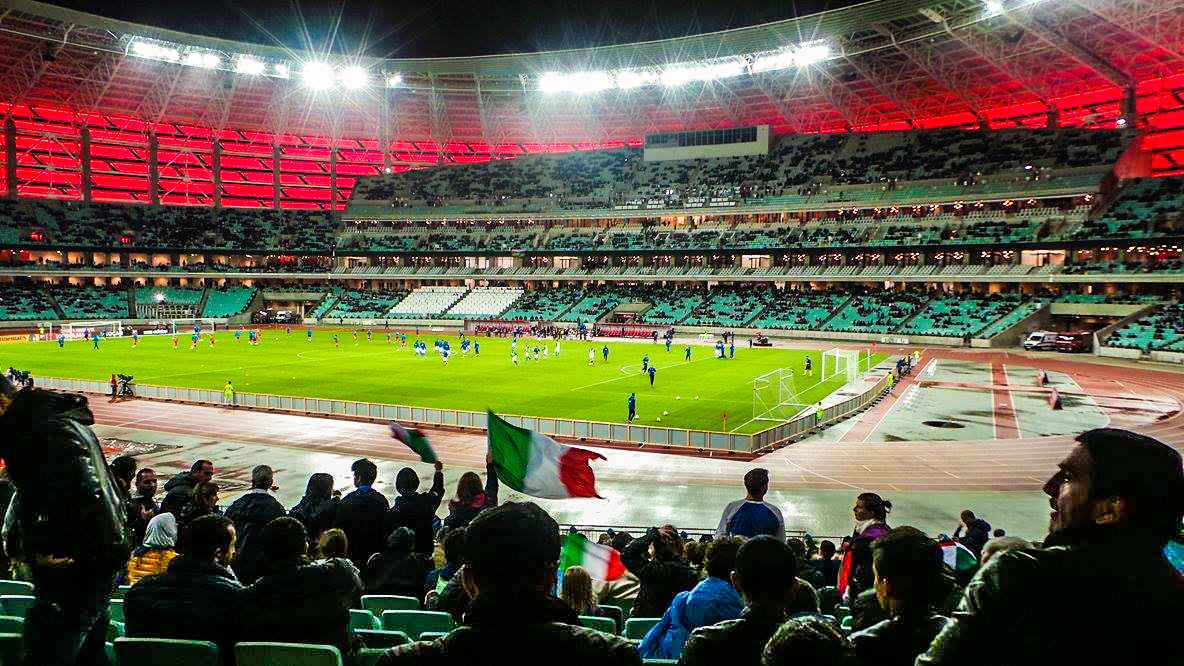
El partido de futbol entre Azerbaiyán e Italia, el 10 de octubre de 2015
El partido de futbol entre Azerbaiyán e Italia, el 10 de octubre de 2015
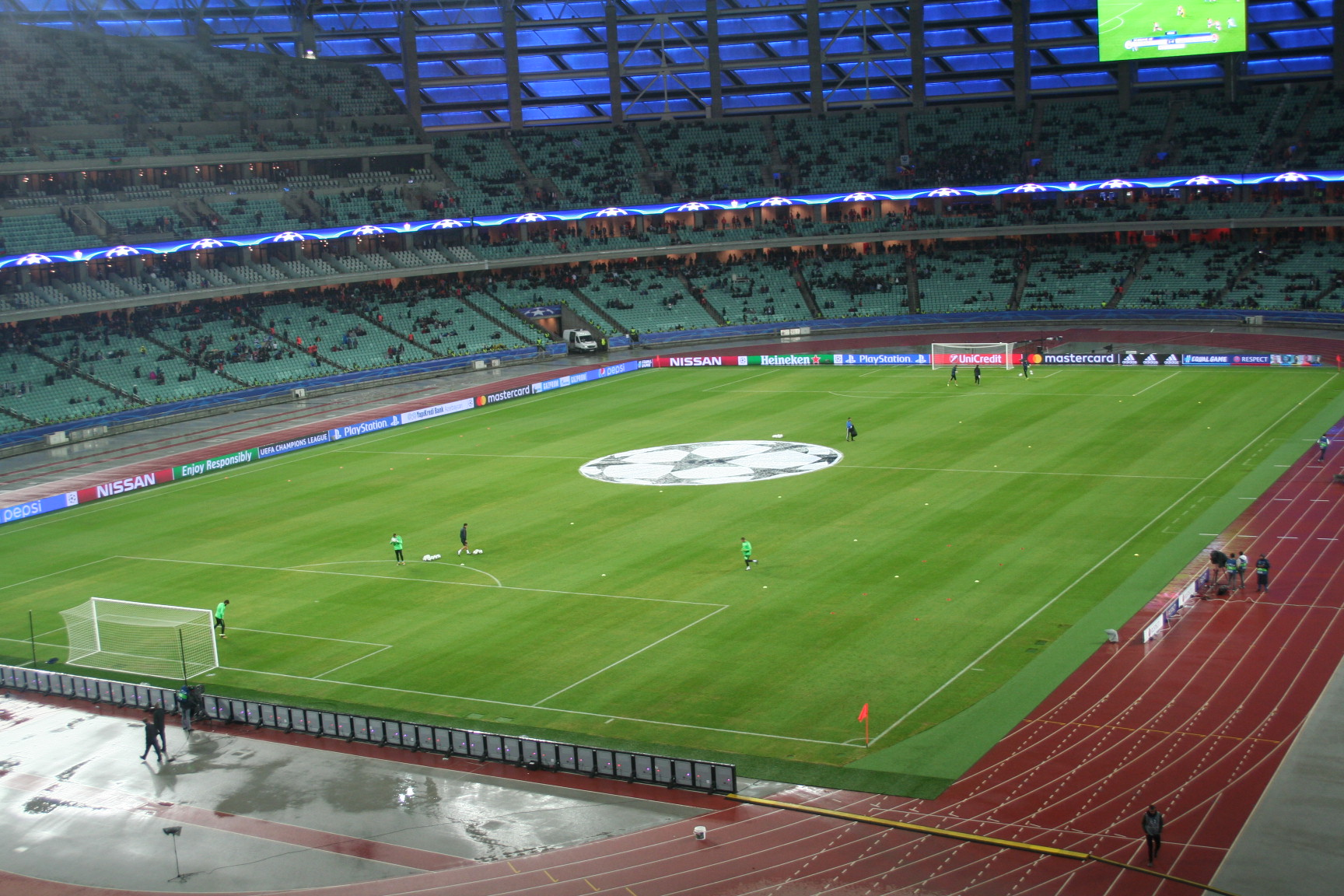
El partido de futbol entre AS ROMA y Karabakh, el 27 de septiembre de 2017
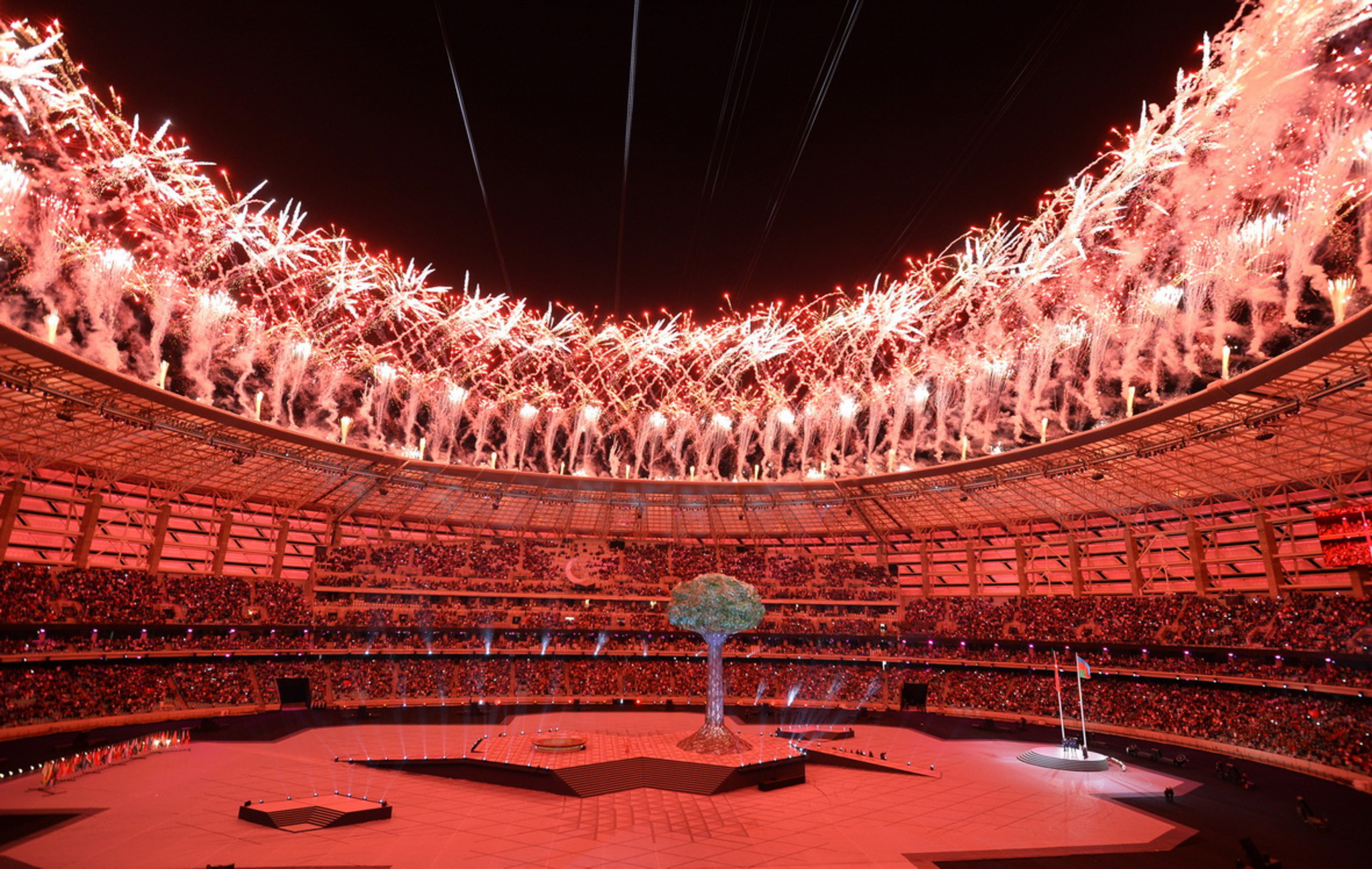
Ceremonia de clausura de los Juegos Islámicos

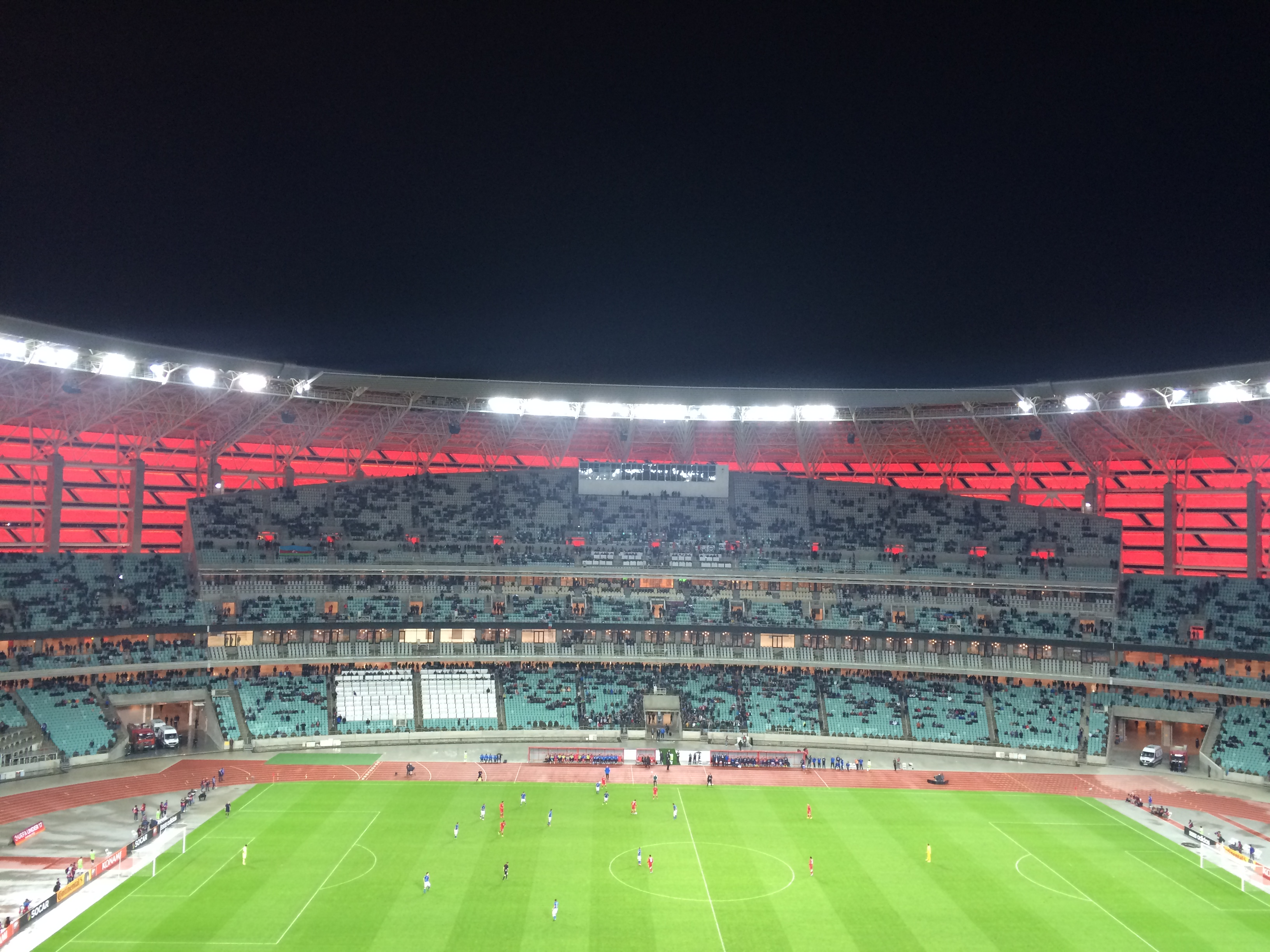
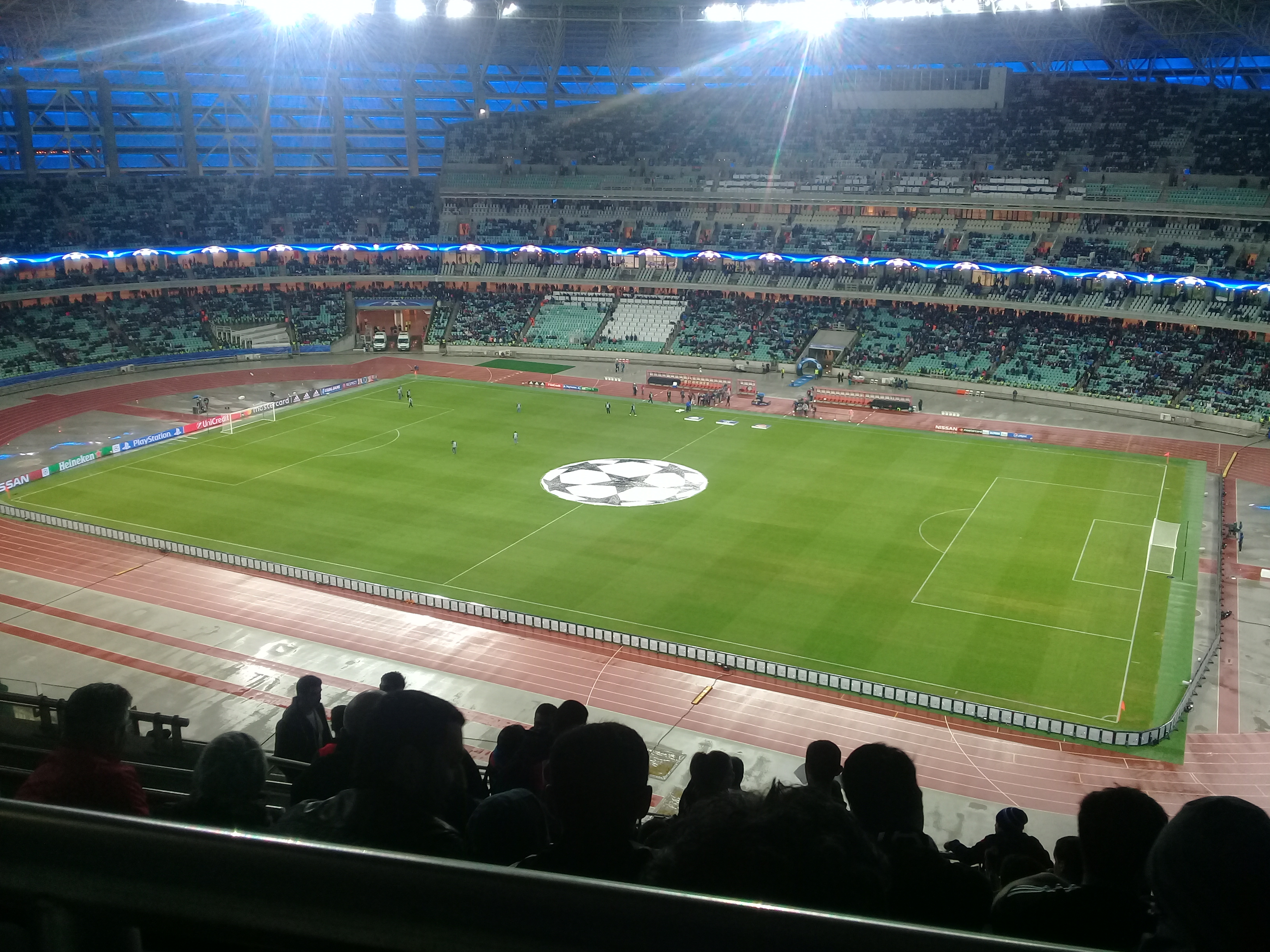